# Эбигейл Клейтон
Эбигейл Клейтон (англ. Abigail Clayton, настоящее имя — Гейл Лоуренс, англ. Gail Lawrence, ноябрь 1948, Нью-Йорк, Нью-Йорк — не позднее 2024) — бывшая американская порноактриса эпохи порношика. Введена в Зал славы XRCO в 2008 году.

## Карьера в кино
Клейтон начала карьеру в 1976 году в эпоху порношика, когда фильмы для взрослых показывали в обычных кинотеатрах. Её имя часто появлялось в рекламных объявлениях в крупных газетах того времени, наряду с другими звездами, такими как Аннет Хейвен и Лесли Бови.
Одним из самых ранних фильмов Клейтон была картина Алекса де Ренци «Женщины де Сада», который стал восьмым фильмом, введённым в Зал славы XRCO. Клейтон также снялась в Desires Within Young Girls Гарольда Лайма с Джорджиной Спелвин и была главным персонажем в фильме Антонио Шепарда 7 Into Snowy, пародии на «Белоснежку и семь гномов». Её последним фильмом для взрослых стал October Silk («Октябрьский шелк») 1980 года.

### Художественные фильмы
Стала одной из первых порнозвёзд, перешедших в мейнстрим, снявшись в фильме «Прощай, самец» с Жераром Депардье и Марчелло Мастроянни. В 1980 году сыграла роль Риты в фильме ужасов «Маньяк». Её последней ролью в мейнстриме стала небольшая роль монахини в фильме Райана О’Нила So Fine (1981).

## Награды
- Зал славы XRCO[4]

## Избранная фильмография
За свою карьеру Клейтон снялась только в 16 оригинальных фильмах для взрослых, что намного меньше, чем у большинства других порноактрис. Она появилась ещё в 22 фильмах, которые были сборниками сцен из её предыдущих фильмов.

### Фильмы для взрослых
- The Girls in the Band (1976)
- Dixie (1976)
- Love Lips (1978)
- Femmes de Sade (1976)
- Spirit Of Seventy Sex (1976)
- Naked Afternoon (1976)
- Hot Cookies (1977)
- Desires Within Young Girls (1977)
- A Coming of Angels (1977)
- 7 Into Snowy (1977)
- SexWorld (1977)
- Untamed (1978)
- Health Spa (1978)
- Cave Women (1979)
- October Silk (1980)
- Sweet Girl (1980)

### Художественные фильмы
- «Прощай, самец» (1978)
- «Маньяк» (1980)
- So Fine (1981)
- Anas Akram’s Mookashalli Tragedy (2016)